# Lana Del Rey (EP)
Albums de Lana Del Rey
Kill Kill
(2008)
Lana Del Rey est le 2e EP de la chanteuse américaine Lana Del Rey sortie  le 10 janvier 2012 aux États-Unis sous le label Stranger et Interscope Records. L'EP se classe dans le top 20 des ventes d'album aux États-Unis.

## Liste des pistes
| No | Titre            | Durée |
| -- | ---------------- | ----- |
| 1. | Video Games      | 4:42  |
| 2. | Born to Die      | 4:46  |
| 3. | Blue Jeans       | 3:30  |
| 4. | Off to the Races | 5:00  |

## Classements
| Classement (2012)        | Meilleure position |
| ------------------------ | ------------------ |
| États-Unis Billboard 200 | 20                 |